# Jan Rohrer
Jan Rohrer (12 de diciembre de 2000) es un deportista suizo que compite en piragüismo en la modalidad de eslalon. Ganó dos medallas en el Campeonato Europeo de Piragüismo en Eslalon, en los años 2022 y 2024.

## Palmarés internacional
| Campeonato Europeo | Campeonato Europeo             | Campeonato Europeo | Campeonato Europeo |
| Año                | Lugar                          | Medalla            | Competición        |
| ------------------ | ------------------------------ | ------------------ | ------------------ |
| 2022               | Liptovský Mikuláš (Eslovaquia) | Medalla de oro     | K1 extremo         |
| 2024               | Tacen (Eslovenia)              | Medalla de plata   | K1 cross           |